# إيغور أرواخو (فنان قتال مختلط)
إيغور أرواخو (بالبرتغالية: Igor Araújo) هو فنان قتال مختلط برازيلي، ولد في 6 ديسمبر 1980 في برازيليا في البرازيل.

## وصلات خارجية
- إيغور أرواخو على موقع يو إف سي (الإنجليزية)
- إيغور أرواخو على موقع شيردوغ (الإنجليزية)
- إيغور أرواخو على موقع Tapology.com (الإنجليزية)